# (10358) Kirchhoff
(10358) Kirchhoff  es un asteroide perteneciente al cinturón de asteroides, descubierto el 9 de octubre de 1993 por Eric Walter Elst desde el Observatorio La Silla, en Chile.

## Designación y nombre
Kirchhoff se designó inicialmente como 1993 TH32.
Más adelante fue nombrado en honor al físico alemán Gustav Kirchhoff (1824-1887).

## Características orbitales
Kirchhoff orbita a una distancia media del Sol de 2,3846 ua, pudiendo acercarse hasta 1,9458 ua y alejarse hasta 2,8234 ua. Tiene una excentricidad de 0,1840 y una inclinación orbital de 2,7080° grados. Emplea en completar una órbita alrededor del Sol 1345 días.

## Características físicas
Su magnitud absoluta es 13,9. Tiene 4,540 km de diámetro. Su albedo se estima en 0,236.